# Hyposoter ebenitor
Hyposoter ebenitor är en stekelart som beskrevs av Aubert 1972. Hyposoter ebenitor ingår i släktet Hyposoter och familjen brokparasitsteklar. Inga underarter finns listade i Catalogue of Life.